# Palais de l'archiduc Louis-Victor
Le palais de l'archiduc Louis-Victor est l'un des plus importants palais de Vienne. Il a été construit entre 1863 et 1866 sur la Schwarzenbergplatz (de), Innere Stadt.

## Histoire

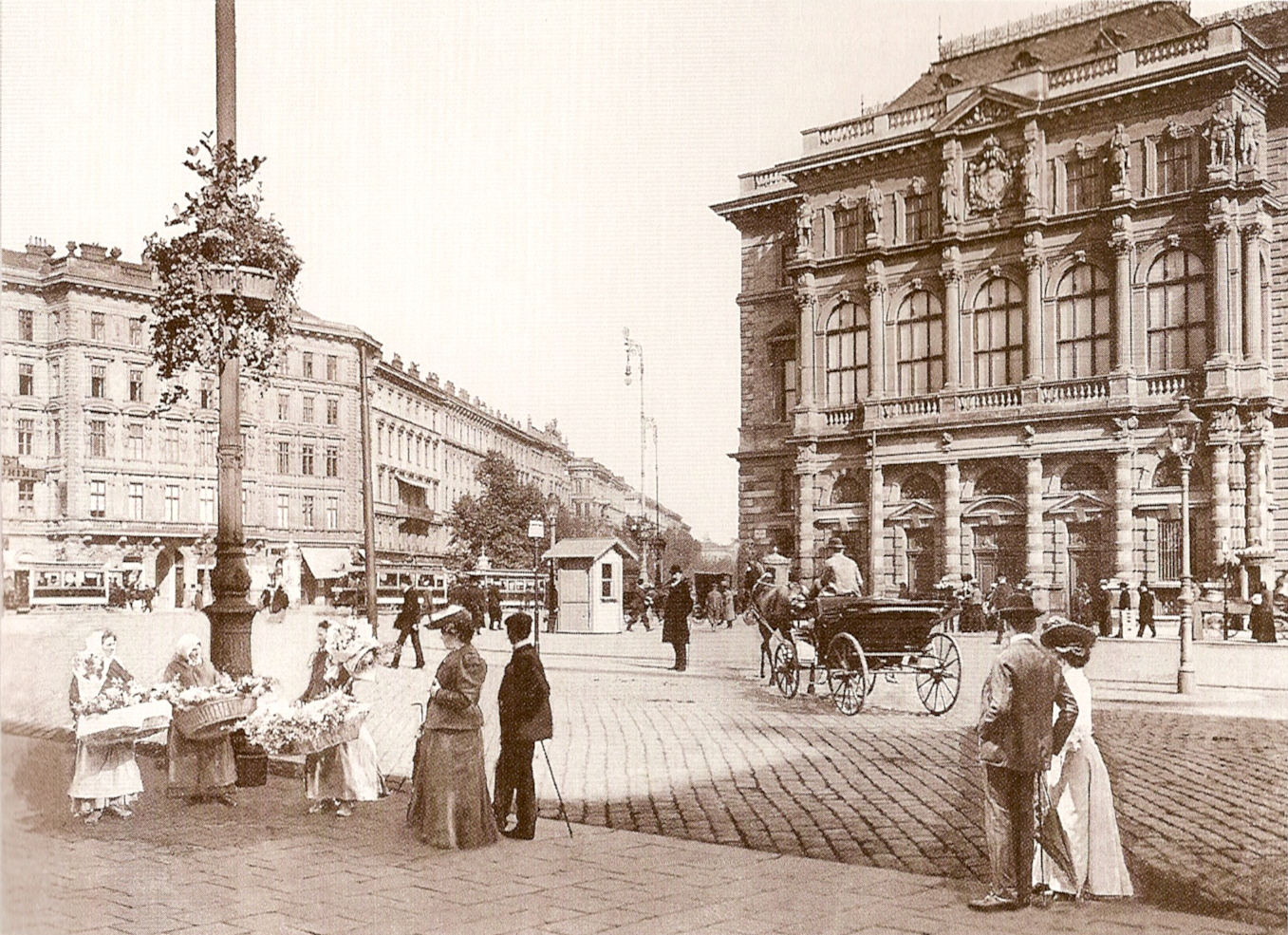
Le palais en 1900

L'architecte Heinrich von Ferstel est engagé en 1861 pour créer un monument pour le prince de Schwarzenberg et une place carrée sur un ancien glacis. Le premier bâtiment à être construit est le palais de l'archiduc Louis-Victor, le plus jeune frère de l'empereur François-Joseph Ier d'Autriche.
Il est présent dans le palais, achevé en 1866 ; mais peu de fois car « Lutziwutzi », comme le surnomment ses amis, est écarté après un scandale au château de Kleßheim à Salzbourg.
Après une importante rénovation, il est au confié à une association d'anciens militaires pour qu'elle gère un casino, devient un théâtre et accueille le bal costumé de Rudolfina-Redoute. Après la fin de la monarchie, il y a un différend entre la République et l'association, qui éclate à nouveau après 1945. La grande salle de bal et la scène de répétition sont transférés au Burgtheater.
Aujourd'hui, l'intérieur est utilisé par le ministère de l'économie et les pièces donnant sur la rue sont louées par la chaîne de restaurants T.G.I. Friday's.

## Architecture

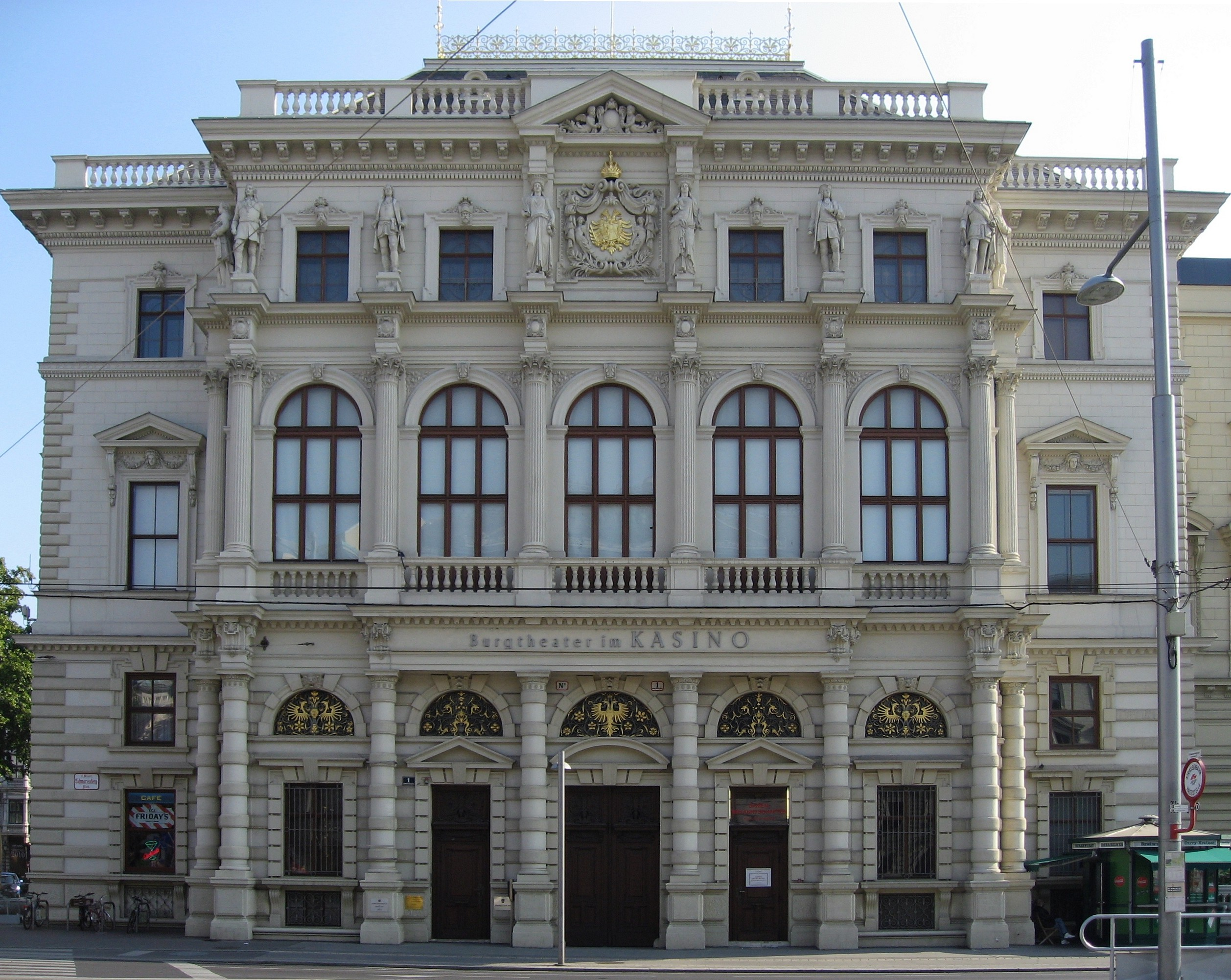
Façade du palais

Le palais s'inspire des grands palais de la Renaissance italienne. La façade donnant sur la rue est dominée par un avant-corps. Les chambres du rez-de-chaussée étaient autrefois des écuries et les remises pour les calèches. La mezzanine accueillait la salle de séjour et le premier étage, la salle de bal. En outre, il y avait des chambres pour les domestiques.
La façade de l'avant-corps en saillie est dominée par les grandes fenêtres cintrées et la balustrade de la salle. Au dernier étage, de grandes statues de Franz Melnitzky et Josef Gasser représentent Nicolas de Salm, Ernst-Rüdiger von Starhemberg, Ernst Gideon von Laudon, Joseph von Sonnenfels, Johann Bernhard Fischer von Erlach, Eugène de Savoie-Carignan. La ligne centrale porte le blason de l'archiduc Louis-Victor, des cariatides et un fronton triangulaire.

## Source, notes et références
- (de) Cet article est partiellement ou en totalité issu de l’article de Wikipédia en allemand intitulé « Palais Erzherzog Ludwig Viktor » (voir la liste des auteurs).